# Notophthiracarus extraordinarius
Notophthiracarus extraordinarius är en kvalsterart som beskrevs av Wojciech Niedbała 2000. Notophthiracarus extraordinarius ingår i släktet Notophthiracarus och familjen Phthiracaridae. Inga underarter finns listade i Catalogue of Life.